# Neo Geo
Neo Geo AES är en spelkassettbaserad spelkonsol släppt 1990 av det japanska företaget SNK. Systemet var prestandamässigt klart överlägset konkurrerande spelsystem med färgrik 2D-grafik och högkvalitativt ljud. Systemet var inte bättre på grund av nya innovationer, snarare att den använde sig av samma hårdvara som den tidens arkadspel.

## Specifikationer
- Primär processor: Motorola 68000 @ 12 MHz
- Sekundär processor: Zilog Z80 @ 4 MHz, användes bl.a. för ljud
- RAM: 64 KiB
- VRAM: 68 KiB
- Ljud-RAM: 2 KiB
- Upplösning: 320x224 pixlar
- Färger: 65,536 totalt, 4,096 samtidigt på skärmen
- Max antal sprite:ar på skärmen: 380 stycken
- Sprite-storlek: 1 x 2 — 16 x 512 pixlar
- Ljudkanaler: 15 stycken (7 digitala, 4 FM-synthiserade, 3 PSG, 1 bruskanal)